# Masone
Masone es una comune italiana situada en la ciudad metropolitana de Génova, en Liguria. Tiene una población estimada, a fines de diciembre de 2021, de 3439 habitantes.

## Evolución demográfica
| Gráfica de evolución demográfica de Masone entre 1861 y 2021 |
|                                                              |
| Fuente: ISTAT - Elaboración gráfica de Wikipedia             |